# Фолк-рок
Фолк-рок (англ. folk rock) — музыкальное направление, объединяющее элементы народной музыки и рока. У истоков направления была американская рок-группа The Byrds из Лос-Анджелеса, которая исполняла американскую народную музыку и песни Боба Дилана в типичной рок-инструментовке, под сильным влиянием The Beatles и других групп «британского вторжения». Термин «фолк-рок» впервые появился в американской музыкальной прессе в июне 1965 года для описания дебютного альбома группы The Byrds. Издание группой The Byrds кавер-версии песни «Mr. Tambourine Man» Боба Дилана и её последующий коммерческий успех инициировали бум фолк-рока в середине 1960-х годов. Не меньшее влияние оказал сам Дилан, в частности, значимыми являются его альбомы Bringing It All Back Home, Highway 61 Revisited и Blonde on Blonde, записанные совместно с электрической рок-группой. Выступление Дилана на Ньюпортском фолк-фестивале 25 июля 1965 года при поддержке электрической рок-группы также считается значимым событием в развитии фолк-рока.
Формированию фолк-рока как предшествовали американский фолк-ривайвл, бит-музыка The Beatles и других групп британского вторжения, хитовое издание народной песни «The House of the Rising Sun» группой The Animals и творчество группы The Beau Brummels. В частности, влияние фолк-музыки очевидно в песнях группы The Beatles «I'm a Loser» и «You've Got to Hide Your Love Away», и их сильное влияние на фолк-рок. В репертуаре большинства фолк-рок-исполнителей присутствуют как народные песни, так и песни авторов-исполнителей, таких как Дилан. Музыкальное содержание стиля выражается сильной вокальной составляющей и, относительно, «чистым» (без использования различных дополнительных электронных эффектов и приспособлений, искажающих звук) подходом к использованию электрогитар, как, например, джэнгл-звучание 12-струнной гитары группы The Byrds. Подобное звучание джэнгл-гитары возникло в музыке группы The Searchers и записях группы The Beatles в течение 1964 и 1965 годов, когда Джордж Харрисон использовал 12-струнную гитару Rickenbacker.

## История

### Американский фолк-ривайвл
Фолк-рок в США возник на базе трёх основных составляющих: городские вокальные группы фолк-ривайвла, народные протестные песни авторов-исполнителей и возрождение северо-американского рок-н-ролла после британского вторжения. Первые два явления напрямую обязаны авторам-исполнителям протестных песен, какими являются Вуди Гатри (Woody Guthrie) и Пит Сигер (Pete Seeger), наряду с культурой левого народного фронта 1930-х.

### Американский фолк-рок (с середины 1960-х)
Репертуар музыкантов этого стиля формировался под влиянием американских фольклорных источников, а ещё чаще вдохновлённых фольклорной музыкой певцов и композиторов, таких как Боб Дилан, Пит Сигер, позднее — Джони Митчелл и Нил Янг. Основные представители — The Byrds, The Band, Buffalo Springfield, Simon & Garfunkel, Crosby, Stills, Nash & Young, Mason Proffit, Peter, Paul and Mary, We Five. Боб Дилан сам впоследствии перешёл от фолка к фолк-року, в альбоме Bringing It All Back Home 1965 года.
Американская народная музыка включает в себя блюз и кантри. Однако часто блюз-рок не рассматривают как подстиль американского фолк-рока, в силу сложившихся исторических обстоятельств (изначально блюз-рок стали играть британские группы).

#### Блюз-рок (с середины 1960-х)
Начиная с середины 60-х такие британские группы, как The Rolling Stones, The Animals, Cream и Led Zeppelin, вдохновленные американским народным блюзом, создали стиль, который в наше время называют блюз-роком. В своё время они стали частью «британского вторжения» и совместно с бит-исполнителями создали рок-музыку в её современном понимании.

#### Кантри-рок (с 1967)
В 1967 вышел John Wesley Harding, альбом Боба Дилана, определивший начало нового направления в музыке. Первой кантри-рок группой стала The Flying Burrito Brothers за которой последовали многие другие, в том числе Eagles и Линда Ронстадт, добившиеся большого успеха.

### Электрик-фолк (с 1967)
Американская форма фолк-рока напрямую привела к формированию отдельного, эклектичного стиля британского фолк-рока (также называемого «электрик-фолком»), первопроходцами которого в конце 1960-х стали группы Pentangle, Fairport Convention и Алан Стивелл. Вдохновлённые британским психоделическим фолком и североамериканской формой фолк-рока Pentangle, Fairport Convention и другие похожие группы постепенно концентрировали элементы традиционной британской фольклорной музыки. Вскоре после этого Эшли Хатчингс, басист Fairport Convention, формирует откровенно британскую фолк-рок-группу Steeleye Span, что в свою очередь, послужило импульсом для расширения электрик-фолка и более плодовитого течения — келтик-рока.

### Келтик-рок (с начала 1970-х)
Келтик-рок появился из электрик-фолка в конце 1960-х гг, благодаря группам, как, например, Horslips. Британский автор-исполнитель Donovan оказал влияние на развивающийся келтик-рок своими альбомами The Hurdy Gurdy Man (1968), Barabajagal (1969), Open Road (1970), на последнем из которых присутствовала песня под названием «Celtic Rock». В 1970-х годах эта разновидность фолк-рока набирает популярность, группа Thin Lizzy издаёт свой хит «Whiskey in the Jar», традиционную ирландскую песню исполненную исключительно в рок-инструментовке. Однако на протяжении 1970-х годов келтик-рок стоял ближе к фольклорным корням, основываясь на использовании традиционных мелодий кельтской скрипки и губной гармоники, а также традиционных вокальных стилей, но дополняя музыку характерными для рока приёмами.

### Мидивал-фолк-рок (с начала 1970-х)
Начиная с 1970-х, несколько исполнителей из Англии, Германии и Бретани, вдохновлённых электрик-фолком, в качестве основы выбирают музыку эпох средневековья, ренессанса и барокко, в отличие от баллад XIX века, преобладавших у Fairport Convention. В 1972 вышеупомянутая Steeleye Span выпускает альбом Below the Salt, выдержанный в средневековом ключе. Другие подобные группы — Gryphon, Gentle Giant и Third Ear Band. В 1970 в Германии сформировалась группа Ougenweide. В Британии появились Ripaille (в 1977) и Saga de Ragnar Lodbrock (в 1979). Однако к концу 70-х некоторые из этих групп, как например Gentle Giant и Gryphon, отклонились в сторону прогрессивного рока, другие распались. В России (СССР) также были примеры нео-средневековой музыки, в частности, песня «Город золотой» в исполнении группы Аквариум на стилизацию В. Вавиловым музыки итальянского композитора эпохи Ренессанса Francesco da Milano и стихи Анри Волохонского (с некоторыми изменениями в тексте).

### Фолк-панк (с середины 1980-х)
С середины 1980-х в Британии появляются группы, смешивающие фолк-музыку с энергичным и политически агрессивным панк-роком. Наиболее значимые из них — The Men They Couldn't Hang, Oyster Band, Dropkick Murphys, Billy Bragg и The Pogues.

### Неофолк (с середины 1980-х)
На стыке пост-панка, фолка и индастриала возник новый стиль. Дэвид Тибет из Current 93 использовал термин «apocalyptic folk» для описания своей музыки в период с конца 80-х по ранние 90-е. К первопроходцам также относят Death In June и Sol Invictus.

### Фолк-метал (с начала 1990-х)
Английская трэш-метал группа Skyclad скрестила фолк-музыку с металом, основав тем самым новое плодовитое музыкальное течение. В Израиле выделился ориентал-метал, в Германии — средневековый метал, а в Ирландии — келтик-метал.

## Региональные сцены

### Фолк-рок в СССР
Первые попытки синтеза рок-музыки и фольклора были предприняты рядом ВИА в конце 1960-х и начале 1970-х годов вокальным ансамблем «Трио Линник», «Песняры», «Ариэль», «Сябры», «Верасы», солисткой ВИА «Добры молодцы» Жанной Бичевской. Позже были Александр Градский с работой Русские песни (1980), туркменская группа «Гунеш», отдельные работы «Поп-механики», «Кукуруза», «Калинов Мост», «Адо» и «Седьмая вода».

### Фолк-рок в России
В первой половине 1990-х возникают такие разноплановые группы, как Рада и Терновник, Farlanders и Инна Желанная, Король и Шут, Ad Libitum и Башня Rowan. Музыка этих групп многогранна и содержит помимо фолк-рока множество других направлений.
В 1996 году появляется фолк-рок-группа Тиль Уленшпигель Руслана Комлякова, в которую позже пригласили певицу Хелавису. В 1999 в результате конфликта некоторых участников с основателем групп, Тиль Уленшпигель распалась, однако по инициативе Хелависы позже воссоединилась уже без участия Руслана Комлякова под названием Мельница.
С конца 1990-х и до настоящего времени формировались новые группы, как, например, Ветер Воды, Ива Нова, Разнотравие, The Dartz, Пелагея, TINTAL, Солнцеворот, Дорога Водана, Начало Века, Тол Мириам, White Owl, Тролль гнёт ель, The Hatters .
Исполнители фолк-рока в России комбинируют элементы рок-музыки как с русской народной музыкой, так и с музыкой кельтских, северных народов, а также народов России. Примером могут быть группы Ят-ха и Сак-Сок, исполняющие соответственно тувинскую и татарскую народную музыку на основе рок-музыки.

### Фолк-рок в Восточной Европе
Слияние фолка и рока в Венгрии началось в 1965 году, когда группа Illés, включавшая элементы венгерской народной музыки и бита, выиграла все, что можно было выиграть в то время на различных фестивалях и телевизионных конкурсах. Позднее, венгерские группы Barbaro, Gépfolklór, Kormorán и Drums разработали уникальный звук, применяя нечетные ритмы и приближаясь к прогрессивному року.
Румынская группа Transsylvania Phoenix (известная в Румынии просто как Phoenix), основанная в 1962, внедряла элементы фолка в их рок-музыку приблизительно в 1972, в неудачной попытке пойти на компромисс с правительственной репрессией рок-музыки. Попытка потерпела неудачу, и группа закончила в изгнании, в течение большей части правления Чаушеску. Современным представителем румынского фолк-рока является группа Spitalul de Urgenţă. Молдавский фолк-рок представляют Zdob şi Zdub.
Чешская группа Flamengo появилась в 1966 и выпустила всего один альбом Kuře v hodinkách (1972), который стал культовым. Многие специалисты называют этот альбом лучшим в истории чешской рок-музыки. За период существования группы в ней сыграли многие известные личности чешской рок-сцены, например, Владимир Мишек и Ян Кубик. Представителями чешского фолк-рока также являются ASPM, Власта Редл, Marsyas, Xindl X и другие.
Представителями белорусского фолк-рока являются группы Osimira и Тутэйшая Шляхта (TŠ). В украинской музыке к фолк-року относятся группы Тартак, Перкалаба, Гайдамаки, Триста8ісім, Чур.
Югославия и государства-преемники
Многие группы прогрессивного рока 1970-х из СФРЮ включали в своё звучание элементы балканской народной музыки. Группы Korni Grupa, YU grupa и S Vremena Na Vreme были первопроходцами на югославской сцене, за которыми последовали Smak, Леб и сол и Dah.
В середине 1970-х появилась успешная группа Bijelo Dugme, совмещающая хард-рок и народную музыку, которая с начала 1980-х уходит в сторону новой волны и с конца 1980-х — в сторону поп-рока. Альбомы Bijelo Dugme оказывают влияние на ряд поп-рок/фолк-рок-исполнителей 1980-х из Сараево: Crvena jabuka, Plavi orkestar, Дино Мерлин и Hari Mata Hari. Фолк-рок на основе хард-рока в 1980-х исполняет также группа Griva, после третьего одноимённого альбома Griva (1987). Прогрессив-рок-группа Galija переходит на фолк-рок в конце 1980-х. Нью-вейв-группа Azra также переходит на фолк-рок в поздний период своего творчества.
Автор-исполнитель Джордже Балашевич включает элементы народной музыки Воеводины в ряд своих песен, а альбомы, как, например, Na posletku… (1996) и Rani mraz (2004), характеризуются фолк-рок-направленностью. Ещё одним известным исполнителем, комбинирующим фолк Воеводины и рок-музыку, является группа Garavi Sokak.
В 1990-х появилась сербская группа Orthodox Celts, исполняющая келтик-рок. Её успех способствовал появлению новых келтик-рок-групп в Сербии, как, например, Alfapop и Irish Stew of Sindidun.

### Фолк-рок в Скандинавии
Ранние альбомы норвежского исполнителя Odd Nordstoga характеризуют фолк-рок-звучанием, однако они не получили широкого признания. В дальнейшем Odd Nordstoga перешёл в область поп-музыки, где приобрёл значительный успех. Большой славой пользуется норвежская группа Gåte, объединившая звучание народной музыки, тяжёлого рока и электроники, иногда её называют прогрессив-фолк-рок-группой. Звучание народной музыки и прогрессивного метала объединяет норвежская группа Lumsk. Наиболее известная саамская певица Мари Бойне исполняет минималистский фолк-рок, основанный на йойке.
В 1989 году в Швеции сформировались группы Hedningarna и Hoven Droven. Годом позже появилась Garmarna. Все три группы широко известны и представляют собой шведскую фолк-рок-сцену.
Фолк-рок в Финляндии представлен в основном фолк-метал-сценой. Однако одним из самых ранних исполнителей фолк-рока является Hector, дебютировавший в 1965 году с песней «Palkkasoturi». С середины 90-х появляются фолк-рок группы Viikate, Lauri Tähkä & Elonkerjuu, Pohjannaula.

### Фолк-рок в Италии
В Италии многие исполнители внедряют в свою музыку элементы американской народной музыки. Примерами могут быть альбом Folk beat n. 1 (1967) исполнителя Франческо Гуччини или творчество Edoardo Bennato, который сочетает кантри, рок и тарантеллу.
Корни фолк-рока могут быть найдены в творчестве двух итальянских авторов: Фабрицио Де Андре и Анджело Брандуарди. В 1984 году Фабрицио Де Андре публикует альбом Creuza de ma на генуэзском диалекте (древний диалект, с древними и устаревшими словами, импортированными из арабского). Он использует музыкальные инструменты из Босфора и Гибралтара: уд, андалузскую гитару, македонскую волынку, флейту, турецкий шалмей, лютню, греческий бузуки, неаполитанскую мандолину. Анджело Брандуарди является классическим музыкантом, чей дебютный альбом Branduardi (1974) близок к прогрессивному звучанию, позже он уйдёт в сторону средневековой и кельтской музыки. В 1985 году он поёт стихи Уильяма Батлера Йейтса. Скрипка, арфа, ситар, банджо и лютня сопровождаются электрическим басом и барабанами. Позже он заменил акустическую скрипку на электрическую.
В 1982 году была основана группа Lou Dalfin, исполняющая традиционную музыку на таких традиционных инструментах, как колёсная лира, аккордеон, Органто, скрипка, флейта, Бо-хэу и волынка, и поющая на окситанском языке. Новый состав 1990 года исполняет фолк, джаз и рок, используя электрический бас, ударные, электрогитару, клавишные и саксофон. В 1988 году была основана итальянская этно-фолк-рок-группа Tazenda, которая применяет Сардинский тройной кларнет (самый старый тростниковый инструмент Средиземноморья).
Группа The Gang была основана в 1984 году как панк-группа, вдохновлённая группой The Clash, однако в 1990 году они начинают петь об итальянской политической и социальной ситуациях, отходя от панка и применяя акустическую двенадцатиструнную гитару, скрипку, аккордеон, гармонику и флейту. После издания двух рок-альбомов, в 2004 году, The Gang записывают альбом Nel tempo e oltre cantando insieme, совместно с группой La Macina из Марке, которую возглавляет Gastone Pietrucci.
В 1991 году некоторые исполнители из Эмилия-Романья основали группу Modena City Ramblers, которая комбинирует стиль альбома Combat Rock (1982) группы The Clash с фолком, традиционной ирландской музыкой, политическими песнями и партизанскими песнями. Позже они переходят на смесь этнической музыки, рока, панка, различных лупов и семплов, называя этот стиль «Celtic patchanka». Modena City Ramblers повлияли на многих исполнителей, среди которых Casa del Vento, Fiamma Fumana, Caravane de Ville, Ductia, Paulem, La strana famiglia, Cisco.

### Фолк-рок в Испании
Различные сочетания фолка и рока включают в себя New flamenco и поп-ориентированные формы раи. Из Испании происходят два фолк-рок-волынщика: Susana Seivane из Галисии и Хевиа, который смешивает традиционные и современные танцевальные мелодии. Группа Triquel исполняет келтик-рок, однако более известной испанской группой является Mägo de Oz, которая комбинирует кельтский фолк с хард-роком. Кроме этого есть представитель экспериментального рока Lynda Thomas, получившая известность за исполнение смеси традиционной музыки с роком или евродэнсом.

### Фолк-рок в Турции
Анатолийский рок развивается с середины 1960-х. Ранние представители, такие как Эркин Корай, Джем Караджа, Барыш Манчо, Moğollar играли смесь турецкой народной музыки с роком. Таким образом анатолийский рок представляет собой турецкий фолк-рок, который в наши дни также актуален, его исполняют Mor ve Ötesi, MaNga, Şebnem Ferah и другие.

### Фолк-рок в Восточной Азии
Манила-саунд — разновидность фолк-рока, популярная на Филиппинах (особенно в Маниле в 1970-х, комбинирующий элементы филиппинской народной музыки, рока, джаза и диско, с использованием таглиша). Известные исполнители: Freddie Aguilar, Florante, Heber Bartolome, Asin, Sampaguita, Rey Valera, Sharon Cuneta, Hotdog, Apo Hiking Society, VST & Co., Rico J. Puno и Ryan Cayabyab. Филиппинский рок называют пиной-рок.

### Фолк-рок в Канаде
Канадский фолк-рок не всегда, но в основном, связан с кельтской музыкальной традицией. Группы Figgy Duff, Wonderful Grand Band и Spirit of the West стали первопроходцами канадского келтик-рока, за которыми последовали Crash Test Dummies, Great Big Sea, The Mahones, The Dukhs, Jimmy George, Rawlins Cross, Captain Tractor, Mudmen и Michou. В последнее время канадская инди-музыка обогатила сцену рок-музыкой на основе различных стилей фолк-музыки, примерами являются группы Attack In Black, Great Lake Swimmers, City and Colour, The Wooden Sky, Joel Plaskett и Two Hours Traffic.

### Фолк-рок в Южной и Центральной Америке
Зародившись в форме испаноязычного рок-н-ролла, латинский рок со временем вобрал в себя ритмы и мелодии народов Латинской Америки. Очень большой вклад в развитие и популяризацию этой разновидности фолк-рока сделал Карлос Сантана — несомненно, икона латин-рока.